# Корнаро, Луиджи
Луиджи (Альвизе, Людовико) Корнаро (Корнер) (итал. Luigi Cornaro; 1467, Венеция, Венецианская республика — 8 мая 1566, Падуя, Венецианская республика) — венецианский аристократ из побочной ветви влиятельного рода Корнаро, принадлежность к которому (и право на соответствующие привилегии) его семья безуспешно пыталась доказать, известный как автор трудов, посвящённых правильному питанию в форме разгрузочной диеты.

## Биография
В молодости Корнаро вёл свободную и неумеренную жизнь, и к 35 годам оказался на краю могилы. После этого он обратился к крайней умеренности, и впоследствии обобщил свой опыт в четырёх трудах, написанных и изданных в Падуе, университет которой в то время была известен, как европейский центр медицинского образования. На момент их написания автору было 83, 86, 91 и 95 лет соответственно. Основная идея написанных изысканным языком трудов сводилась к тому, что для достижения долголетия есть следует не более, чем требуется для простого поддержания жизнедеятельности организма. Рацион Корнаро состоял из легкого вина (по другим данным, виноградного сока) и куриных яиц, и то и другое в крайне незначительном количестве.
Помимо этого, Корнаро серьезно интересовался архитектурой и гидравликой, предлагал проекты фонтанов, плотин и тому подобного. Он был также известен, как покровитель деятелей искусства.
По мнению историка Эмилио Менегаццо, Корнаро намеренно преувеличивал свой возраст, чтобы придать веса своим рекомендациям, и в реальности был почти на двадцать лет моложе.

## Влияние
Труды Корнаро многократно переиздавались, переводились на многие языки. В Англии их в начале 18-го века издал «отец журналистики» Джозеф Аддисон, предпослав к ним положительное предисловие. В середине двадцатого века венгерский публицист Иштван Рат-Вег в своей «Истории человеческой глупости» уже иронизирует над Корнаро:

Упрямый старец продолжал проверять на прочность умеренность — «дочь разума» и «матерь добродетели», пока ему не удалось настолько ослабить оковы, привязывающие его к земле, что опора его жизни скукожилась до двух яичных желтков в день.
Сегодня, на волне интереса к разного рода диетам, Корнаро вспоминают регулярно, порой в весьма неожиданном контексте, как например:

Венецианский аристократ Луиджи Корнаро в сорок лет страдал от множества болезней и выглядел дряхлым стариком. Оставив светские развлечения, он начал проповедовать воздержание (…) У каждого из нас есть такая же прекрасная возможность. Регулярное использование напитка из чайного гриба позволяет вам (…)
Впрочем, некоторые склонны считать Корнаро предшественником геронтологии:

«Основные правила поведения от Луиджи Корнаро будут состоять из следующих положений: во-первых, нужно есть столько, сколько может переварить желудок, и есть нужно то, что подходят каждому персонально; во-вторых, следует избегать (насколько это возможно) жары, холода, плохого воздуха; в-третьих, стараться не испытывать «необычайной усталости» и не нарушать обычных часов отдыха; в-четвертых, не попадать в стрессовые ситуации и не испытывать негативных эмоций». 